# جیلالی بن عمار
جیلالی بن عمار (به عربی: جیلالی بن عمار) یک شهرداری در الجزایر است که در استان تیارت واقع شده‌است.